# Francis André (auteur)
Pour les articles homonymes, voir André et Francis André.
Francis André, né le 1er septembre 1897 à Fratin et mort le 8 août 1976  à Fratin, est un paysan, poète et romancier belge, représentant du courant de la littérature prolétarienne,.

## Œuvres
- Poèmes paysans (1928)
- Coauteur de Manifeste de l’équipe belge des écrivains prolétariens de langue française avec Pierre Hubermont et Albert Ayguesparse (1928)
- Les Affamés (1931)[3]
- Quatre hommes dans la forêt, Paris, Rieder, 1938 ; rééd. Bernard Gilson, 2000[4]
- À l’ombre du clocher, nouvelles, Arlon, Fasbender, 1941; rééd. La Dryade, 1983
- Poèmes de la terre et des hommes, édition des Artistes, 1959
- La Gerbe du soir, Vieux-Virton, édition de la Dryade, 1974.

## Récompenses et distinctions
- Prix Max Elskamp 1964